# ザ・リバー (1984年の映画)
『ザ・リバー』（The River）は、1984年制作のアメリカ映画。

## キャスト
※括弧内はフジテレビ版の日本語吹替（初回放送1989年12月29日）
- トム・ガーヴェイ：メル・ギブソン（牛山茂）
- メイ・ガーヴェイ：シシー・スペイセク（幸田直子）
- ルース・ガーヴェイ：シェーン・ベイリー（浪川大輔）
- ベス・ガーヴェイ：ベッキー・ジョー・リンチ（遠藤勝代）
- ジョー・ウェイド：スコット・グレン（納谷六朗）
- 上院議員：ドン・フッド（神山卓三）
- ハーヴ・スタンレー：ビリー・グリーン・ブッシュ（池田勝）
- ハワード・シンプソン：ジェームズ・トールカン（峰恵研）

## 受賞
- 第57回アカデミー賞
  - 特別業績賞